# Новоселівська сільська рада (Арбузинський район)
Новосе́лівська сільська́ ра́да — орган місцевого самоврядування в Арбузинському районі Миколаївської області. Адміністративний центр — село Новоселівка.

## Загальні відомості
- Населення ради: 1 341 особа (станом на 2001 рік)

## Населені пункти
Сільській раді підпорядковані населені пункти:
- с. Новоселівка
- с. Воля
- с. Колос Добра
- с-ще Костянтинівка
- с. Мар'янівка
- с. Шкуратове

## Склад ради
Рада складається з 16 депутатів та голови.
- Голова ради: Цуркан Ріта Леонідівна[1]
- Секретар ради: Бочкарьова Антоніна Миколаївна[1]

### Керівний склад попередніх скликань
| ПІБ                           | Основні відомості                                                 | Дата обрання | Дата звільнення |
| ----------------------------- | ----------------------------------------------------------------- | ------------ | --------------- |
| Костенко Анатолій Миколайович | Сільський голова, 1964 року народження, освіта вища, безпартійний | 26.03.2006   | 31.10.2010      |
| Костенко Анатолій Миколайович | Сільський голова, 1964 року народження, освіта вища               | 31.10.2010   |                 |

Примітка: таблиця складена за даними джерела